# Joe Louis

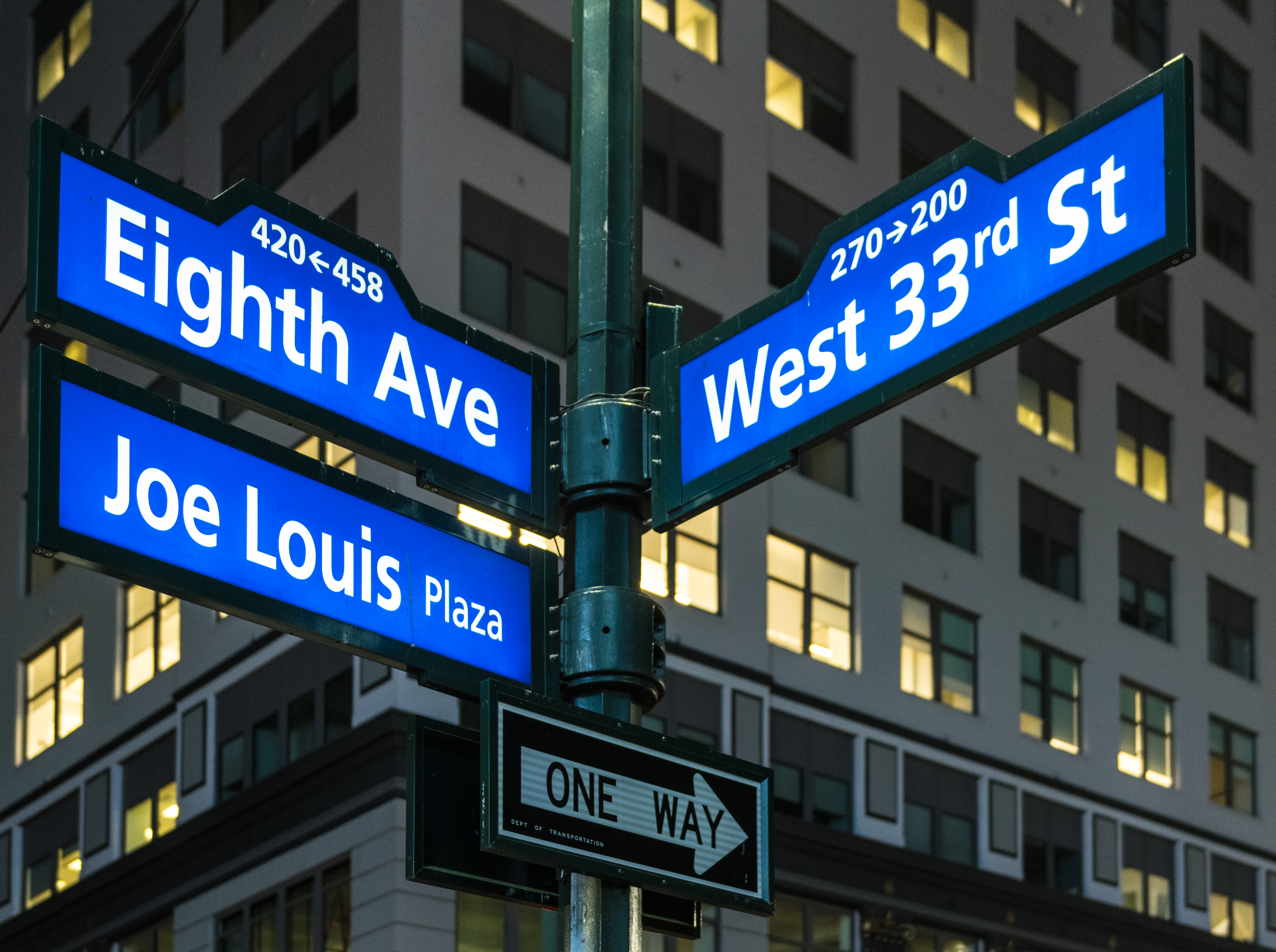
Joe Louis Plaza in Manhattan

Joseph Louis Barrow (* 13. Mai 1914 in La Fayette, Alabama; † 12. April 1981 in Las Vegas, Nevada), genannt Der braune Bomber, war ein US-amerikanischer Boxer und unumstrittener Schwergewichts-Boxweltmeister. Louis wurde zu einem Idol und Symbol der Emanzipation für die ausgegrenzte und diskriminierte afro-amerikanische Bevölkerung in den USA. Die Fachwelt würdigt ihn als einen der besten Boxer der Geschichte.

## Leben
Joe Louis wurde als siebtes Kind von acht Geschwistern einer Farmerfamilie in den Südstaaten geboren. Nach seinen ersten Erfolgen im Boxen nahmen ihn die schwarzen Geschäftsleute John Roxborough und Julian Black unter Vertrag. Sie versuchten ihn als positives Gegenbeispiel zum vormaligen schwarzen Boxweltmeister Jack Johnson aufzubauen und ihn in den Medien als einen „guten Schwarzen“ darzustellen. Das bedeutete vor allem, höflich und möglichst nichtssagend Reportern zu antworten sowie keine Affären mit weißen Frauen zu haben.
1935 wurde Louis mit der Sportler-des-Jahres-Auszeichnung von Associated Press geehrt. Bereits 1936 galt er nach K.-o.-Siegen über fast alle starken Gegner der 1930er Jahre, darunter mehrere Ex-Weltmeister wie Primo Carnera und Max Baer, als unbesiegbar. In diesem Jahr unterlag er dann jedoch dem deutschen Ex-Champion Max Schmeling durch K. o. in der 12. Runde. Schmeling hatte zuvor durch das intensive Studium von Filmaufnahmen eine Schwäche bei Louis entdeckt: Nach einer linken Geraden nahm er seinen Unterarm nicht zurück vor seinen Kopf, sondern ließ den Arm unten hängen. Bei Interviews vor dem Kampf bestätigte er mehrmals, eine Schwäche bei Louis’ Boxstil gefunden zu haben. Tatsächlich konnte er bereits zu Beginn der 2. Runde nach einer linken Geraden und Abwärtsbewegung von Louis mit einem rechten Haken und voller Wucht Louis am Kinn treffen.
1937 wurde Louis durch einen K.-o.-Sieg in der achten Runde über Jim Braddock Schwergewichtsweltmeister, obwohl dieser seinen Titel zunächst gegen Schmeling hätte verteidigen müssen. Erst nach mehreren Angeboten zwecks Erhöhung seiner Einnahmen konnte Louis’ Promoter Braddock doch noch zu einem Kampf gegen Louis bewegen.
Von 1937 bis 1949 dominierte er mit 26 erfolgreichen Titelverteidigungen. Er ist damit der Boxer, der am längsten ununterbrochen Weltmeister war. Max Schmeling knockte er im Rückkampf 1938 sensationell in der ersten Runde nach zwei Minuten und vier Sekunden aus. Die Presse schrieb von „2 Minuten Mord und Totschlag“. Die afro-amerikanische Bevölkerung feierte diesen Sieg mit einer überschäumenden Begeisterung auf den Straßen der USA. Danach finden sich noch viele andere große Namen in seinem Kampfrekord, wie zum Beispiel Buddy Baer, ein Weltklassemann mit extremer Schlagkraft. Gegen den boxte Louis sogar zweimal, im ersten Kampf schlug Baer Louis in der ersten Runde mit einem einzigen Schlag sogar aus dem Ring, Louis kam rechtzeitig wieder rein, dominierte ihn und schlug ihn in der siebten Runde durch Disqualifikation. Im zweiten Kampf war Baer chancenlos, Louis schlug ihn in der ersten Runde insgesamt dreimal zu Boden und knockte ihn klassisch aus. Am Ende seiner Siegesserie hatte er aber gegen Billy Conn und Jersey Joe Walcott große Mühe.
Anfang März 1949 gab er seinen Rücktritt aus dem Boxgeschäft bekannt; Cab Calloway setzte ihm daraufhin mit dem Titel Ol’ Joe Louis ein musikalisches Denkmal. Wegen Steuerschulden sah er sich 1950 gezwungen, wieder in den Boxring zu steigen. Einen Titelkampf gegen Ezzard Charles verlor er nur nach Punkten, einen Nichttitelkampf gegen Rocky Marciano durch K. o.; Marciano soll danach in seiner Umkleidekabine geweint haben. In 72 Profikämpfen erlitt Louis nur drei Niederlagen.
Zuletzt arbeitete er als Türsteher in einem Nachtclub in Las Vegas und hatte Drogenprobleme. Er starb verarmt, teilweise noch finanziell unterstützt von Freunden wie Sonny Liston oder auch von Max Schmeling. Er erhielt auf Wunsch Ronald Reagans ein Heldenbegräbnis auf dem Nationalfriedhof Arlington, das teilweise von Max Schmeling finanziert wurde.
1977 hatte Louis einen kurzen Gastauftritt in der Serie Quincy (Episode „Ring frei für den Tod“), in der er sich selbst spielt.
Nach ihm wurde die 1979 fertiggestellte Joe Louis Arena in Detroit benannt. 1990 wurde er in die International Boxing Hall of Fame aufgenommen. Der Platz vor dem Bahnhof Penn Station in New York wurde nach ihm benannt.

## Liste der Profikämpfe
| 66 Siege (52 K.-o.-Siege), 3 Niederlagen, 0 Unentschieden |               |                                              |                                                              |                                               |
| Jahr                                                      | Tag           | Ort                                          | Gegner                                                       | Ergebnis für Louis                            |
| 1934                                                      | 4. Juli       | Bacon's Arena, Chicago, USA                  | Jack Kracken                                                 | Sieg / TKO 1. Runde                           |
| 1934                                                      | 12. Juli      | Bacon's Arena, Chicago, USA                  | Willie Davies                                                | Sieg / TKO 3. Runde                           |
| 1934                                                      | 30. Juli      | Marigold Gardens Outdoor Arena, Chicago, USA | Larry Udell                                                  | Sieg / TKO 2. Runde                           |
| 1934                                                      | 13. August    | Marigold Gardens Outdoor Arena, Chicago, USA | Jack Kranz                                                   | Punktsieg (einstimmig) / 8 Runden             |
| 1934                                                      | 27. August    | Marigold Gardens Outdoor Arena, Chicago, USA | Buck Everett                                                 | Sieg / KO 2. Runde                            |
| 1934                                                      | 11. September | Naval Armory, Detroit, USA                   | Al Delaney                                                   | Sieg / TKO 4. Runde                           |
| 1934                                                      | 26. September | Arcadia Gardens, Chicago, USA                | Adolph Wiater                                                | Punktsieg / 10 Runden                         |
| 1934                                                      | 24. Oktober   | Arcadia Gardens, Chicago, USA                | Art Sykes                                                    | Sieg / KO 8. Runde                            |
| 1934                                                      | 31. Oktober   | Arena Gardens, Detroit, USA                  | Jack O’Dowd                                                  | Sieg / KO 2. Runde                            |
| 1934                                                      | 14. November  | Arcadia Gardens, Chicago, USA                | Stanley Poreda                                               | Sieg / KO 1. Runde                            |
| 1934                                                      | 30. November  | Coliseum, Chicago, USA                       | Charley Massera                                              | Sieg / KO 3. Runde                            |
| 1934                                                      | 14. Dezember  | Chicago Stadium, Chicago, USA                | Lee Ramage                                                   | Sieg / TKO 8. Runde                           |
| 1935                                                      | 4. Januar     | Detroit Olympia, Detroit, USA                | Patsy Perroni                                                | Punktsieg / 10 Runden                         |
| 1935                                                      | 11. Januar    | Duquesne Gardens, Pittsburgh, USA            | Hans Birkie                                                  | Sieg / TKO 10. Runde                          |
| 1935                                                      | 21. Februar   | Wrigley Field, Los Angeles, USA              | Lee Ramage                                                   | Sieg / TKO 2. Runde                           |
| 1935                                                      | 8. März       | Dreamland Auditorium, San Francisco, USA     | Don Barry                                                    | Sieg / TKO 3. Runde                           |
| 1935                                                      | 29. März      | Detroit Olympia, Detroit, USA                | Natie Brown                                                  | Punktsieg (einstimmig) / 10 Runden            |
| 1935                                                      | 12. April     | Chicago Stadium, Chicago, USA                | Roy Lazer                                                    | Sieg / TKO 3. Runde                           |
| 1935                                                      | 22. April     | Memorial Hall, Dayton, USA                   | Biff Bennett                                                 | Sieg / KO 1. Runde                            |
| 1935                                                      | 25. Juni      | Yankee Stadium, Bronx, USA                   | Primo Carnera                                                | Sieg / TKO 6. Runde                           |
| 1935                                                      | 7. August     | Comiskey Park, Chicago, USA                  | King Levinsky                                                | Sieg / TKO 1. Runde                           |
| 1935                                                      | 24. September | Yankee Stadium, Bronx, USA                   | Max Baer                                                     | Sieg / KO 4. Runde                            |
| 1935                                                      | 13. Dezember  | Madison Square Garden, New York, USA         | Paulino Uzcudun                                              | Sieg / TKO 4. Runde                           |
| 1936                                                      | 17. Januar    | Chicago Stadium, Chicago, USA                | Charley Retzlaff                                             | Sieg / KO 1. Runde                            |
| 1936                                                      | 19. Juni      | Yankee Stadium, Bronx, USA                   | Max Schmeling                                                | Niederlage / KO 12. Runde                     |
| 1936                                                      | 18. August    | Yankee Stadium, Bronx, USA                   | Jack Sharkey                                                 | Sieg / KO 3. Runde                            |
| 1936                                                      | 22. September | Municipal Stadium, Philadelphia, USA         | Al Ettore                                                    | Sieg / KO 5. Runde                            |
| 1936                                                      | 9. Oktober    | Hippodrome, New York, USA                    | Jorge Brescia                                                | Sieg / KO 3. Runde                            |
| 1936                                                      | 14. Dezember  | Public Hall, Cleveland, USA                  | Eddie Simms                                                  | Sieg / TKO 1. Runde                           |
| 1937                                                      | 11. Januar    | Broadway Auditorium, Buffalo, USA            | Steve Ketchel                                                | Sieg / KO 2. Runde                            |
| 1937                                                      | 29. Januar    | Madison Square Garden, New York, USA         | Bob Pastor                                                   | Punktsieg (einstimmig) / 10 Runden            |
| 1937                                                      | 17. Februar   | Municipal Auditorium, Kansas City, USA       | Natie Brown                                                  | Sieg / KO 4. Runde                            |
| 1937                                                      | 22. Juni      | Comiskey Park, Chicago, USA                  | Jim Braddock NBA/NYSAC-Schwergewicht-Weltmeisterschaft       | Sieg / KO 8. Runde                            |
| 1937                                                      | 30. August    | Yankee Stadium, Bronx, USA                   | Tommy Farr NBA/NYSAC-Schwergewicht-Titelverteidigung         | Punktsieg (einstimmig) / 15 Runden            |
| 1938                                                      | 23. Februar   | Madison Square Garden, New York, USA         | Nathan Mann NBA/NYSAC-Schwergewicht-Titelverteidigung        | Sieg / KO 3. Runde                            |
| 1938                                                      | 1. April      | Chicago Stadium, Chicago, USA                | Harry Thomas NBA/NYSAC-Schwergewicht-Titelverteidigung       | Sieg / KO 5. Runde                            |
| 1938                                                      | 22. Juni      | Yankee Stadium, Bronx, USA                   | Max Schmeling NBA/NYSAC-Schwergewicht-Titelverteidigung      | Sieg / KO 1. Runde                            |
| 1939                                                      | 25. Januar    | Madison Square Garden, New York, USA         | John Henry Lewis NBA/NYSAC-Schwergewicht-Titelverteidigung   | Sieg / KO 1. Runde                            |
| 1939                                                      | 17. April     | Wrigley Field, Los Angeles, USA              | Jack Roper NBA/NYSAC-Schwergewicht-Titelverteidigung         | Sieg / KO 1. Runde                            |
| 1939                                                      | 28. Juni      | Yankee Stadium, Bronx, USA                   | Tony Galento NBA/NYSAC-Schwergewicht-Titelverteidigung       | Sieg / TKO 4. Runde                           |
| 1939                                                      | 20. September | Tiger Stadium, Detroit, USA                  | Bob Pastor NBA/NYSAC-Schwergewicht-Titelverteidigung         | Sieg / KO 11. Runde                           |
| 1940                                                      | 9. Februar    | Madison Square Garden, New York, USA         | Arturo Godoy NBA/NYSAC-Schwergewicht-Titelverteidigung       | Punktsieg (geteilte Entscheidung) / 15 Runden |
| 1940                                                      | 29. März      | Madison Square Garden, New York, USA         | Johnny Paychek NBA/NYSAC-Schwergewicht-Titelverteidigung     | Sieg / TKO 2. Runde                           |
| 1940                                                      | 20. Juni      | Yankee Stadium, Bronx, USA                   | Arturo Godoy NBA/NYSAC-Schwergewicht-Titelverteidigung       | Sieg / TKO 8. Runde                           |
| 1940                                                      | 16. Dezember  | Boston Garden, Boston, USA                   | Al McCoy NBA/NYSAC-Schwergewicht-Titelverteidigung           | Sieg / Aufgabe 5. Runde                       |
| 1941                                                      | 31. Januar    | Madison Square Garden, New York, USA         | Red Burman NBA/NYSAC-Schwergewicht-Titelverteidigung         | Sieg / KO 5. Runde                            |
| 1941                                                      | 17. Februar   | Convention Hall, Philadelphia, USA           | Gus Dorazio NBA/NYSAC-Schwergewicht-Titelverteidigung        | Sieg / KO 2. Runde                            |
| 1941                                                      | 21. März      | Detroit Olympia, Detroit, USA                | Abe Simon NBA/NYSAC-Schwergewicht-Titelverteidigung          | Sieg / TKO 13. Runde                          |
| 1941                                                      | 8. April      | St. Louis Arena, Saint Louis, USA            | Tony Musto NBA/NYSAC-Schwergewicht-Titelverteidigung         | Sieg / TKO 9. Runde                           |
| 1941                                                      | 23. Mai       | Griffith Stadium, Washington, USA            | Buddy Baer NBA/NYSAC-Schwergewicht-Titelverteidigung         | Sieg / Disqualifikation 7. Runde              |
| 1941                                                      | 18. Juni      | Polo Grounds, New York, USA                  | Billy Conn NBA/NYSAC-Schwergewicht-Titelverteidigung         | Sieg / KO 13. Runde                           |
| 1941                                                      | 29. September | Polo Grounds, New York, USA                  | Lou Nova NBA/NYSAC-Schwergewicht-Titelverteidigung           | Sieg / TKO 6. Runde                           |
| 1942                                                      | 9. Januar     | Madison Square Garden, New York, USA         | Buddy Baer NBA/NYSAC-Schwergewicht-Titelverteidigung         | Sieg / KO 1. Runde                            |
| 1942                                                      | 27. März      | Madison Square Garden, New York, USA         | Abe Simon NBA/NYSAC-Schwergewicht-Titelverteidigung          | Sieg / TKO 6. Runde                           |
| 1944                                                      | 14. November  | Buffalo Memorial Auditorium, Buffalo, USA    | Johnny Davis                                                 | Sieg / KO 1. Runde                            |
| 1946                                                      | 19. Juni      | Yankee Stadium, Bronx, USA                   | Billy Conn NBA/NYSAC-Schwergewicht-Titelverteidigung         | Sieg / KO 8. Runde                            |
| 1946                                                      | 18. September | Yankee Stadium, Bronx, USA                   | Tami Mauriello NBA/NYSAC-Schwergewicht-Titelverteidigung     | Sieg / KO 1. Runde                            |
| 1947                                                      | 5. Dezember   | Madison Square Garden, New York, USA         | Jersey Joe Walcott NBA/NYSAC-Schwergewicht-Titelverteidigung | Punktsieg (geteilte Entscheidung) / 15 Runden |
| 1948                                                      | 25. Juni      | Yankee Stadium, Bronx, USA                   | Jersey Joe Walcott NBA/NYSAC-Schwergewicht-Titelverteidigung | Sieg / KO 11. Runde                           |
| 1950                                                      | 27. September | Yankee Stadium, Bronx, USA                   | Ezzard Charles NBA-Schwergewicht-Weltmeisterschaft           | Punktniederlage (einstimmig) / 15 Runden      |
| 1950                                                      | 29. November  | Chicago Stadium, Chicago, USA                | Cesar Brion                                                  | Punktsieg (einstimmig) / 10 Runden            |
| 1951                                                      | 3. Januar     | Detroit Olympia, Detroit, USA                | Freddie Beshore                                              | Sieg / TKO 4. Runde                           |
| 1951                                                      | 7. Februar    | Miami Stadium, Miami, USA                    | Omelio Agramonte                                             | Punktsieg (einstimmig) / 10 Runden            |
| 1951                                                      | 23. Februar   | Cow Palace, Daly City, USA                   | Andy Walker                                                  | Sieg / TKO 10. Runde                          |
| 1951                                                      | 2. Mai        | Detroit Olympia, Detroit, USA                | Omelio Agramonte                                             | Punktsieg (einstimmig) / 10 Runden            |
| 1951                                                      | 15. Juni      | Madison Square Garden, New York, USA         | Lee Savold                                                   | Sieg / KO 6. Runde                            |
| 1951                                                      | 1. August     | Cow Palace, Daly City, USA                   | Cesar Brion                                                  | Punktsieg (einstimmig) / 10 Runden            |
| 1951                                                      | 15. August    | Memorial Stadium, Baltimore, USA             | Jimmy Bivins                                                 | Punktsieg (einstimmig) / 10 Runden            |
| 1951                                                      | 26. Oktober   | Madison Square Garden, New York, USA         | Rocky Marciano                                               | Niederlage / TKO 8. Runde                     |
| Quelle: Joe Louis in der BoxRec-Datenbank                 |               |                                              |                                                              |                                               |

## Filmographie
- Der braune Bomber (The Joe-Louis-Story) Spielfilm, USA, 1953, 88 Min., Regie: Robert Gordon
- Joe & Max. Fernsehfilm, USA, Deutschland, 2002, 109 Min., Regie: Steve James, u. a. mit Til Schweiger als Max Schmeling
- Der Kampf des Jahrhunderts. Max Schmeling gegen Joe Louis. Dokumentation, USA, 2004, 87 Min., Regie: Barak Goodman, Inhaltsangabe (Memento vom 30. Juni 2008 im Internet Archive) von Phoenix
- Max Schmeling - Eine deutsche Legende. Kinofilm, Bundesrepublik Deutschland, 2010, 123 min., Regie: Uwe Boll, mit Henry Maske als Max Schmeling, Susanne Wuest als Anny Ondra, Vladimir Weigl als Joe Jacobs, u. v. a.

### Musical
- Der Kampf des Jahrhunderts – Max Schmeling gegen Joe Louis. Ein Box-Musical von Paul Graham Brown (Musik) und James Edward Lyons (Buch), Website

## Belege
1. ↑  Wie Joe Louis Weltmeister wurde. Schweizer Film = Film Suisse: offizielles Organ der Schweiz, abgerufen am 8. Juni 2020.
2. ↑  Joe Louis, der „Braune Bomber“, hatte nach zwölf Jahren Herrschaft im Schwergewicht und 26 Titelverteidigungen den wichtigsten Gürtel im Boxsport zurückgegeben.
3. ↑  NYSAC World Heavyweight Champion
4. ↑  Der Kampf des Jahrhunderts. Max Schmeling gegen Joe Louis. (Memento vom 30. Juni 2008 im Internet Archive) Dokumentation, USA, 2004, 87 Min., Regie: Barak Goodman
5. ↑  Cab Calloway in Chronology, Ol' Joe Louis (08-18-49).
6. ↑  Der Kampf des Jahrhunderts. Max Schmeling gegen Joe Louis. (Memento vom 30. Juni 2008 im Internet Archive)
7. ↑  Besprechung: Beyond Glory von Joyce Carol Oates, New York Times, 2. Oktober 2005

| Personendaten    | Personendaten                                                         |
| ---------------- | --------------------------------------------------------------------- |
| NAME             | Louis, Joe                                                            |
| ALTERNATIVNAMEN  | Barrow, Joseph Louis (wirklicher Name); Brown Bomber, The (Kampfname) |
| KURZBESCHREIBUNG | US-amerikanischer Boxer                                               |
| GEBURTSDATUM     | 13. Mai 1914                                                          |
| GEBURTSORT       | La Fayette, Alabama                                                   |
| STERBEDATUM      | 12. April 1981                                                        |
| STERBEORT        | Las Vegas, Nevada                                                     |